# Маєн (місто)
Ма́єн (нім. Mayen) — місто в Німеччині, у землі Рейнланд-Пфальц.
Входить до складу району Маєн-Кобленц. Населення становить 19 284 осіб (станом на 31 грудня 2020). Займає площу 58,04 км².

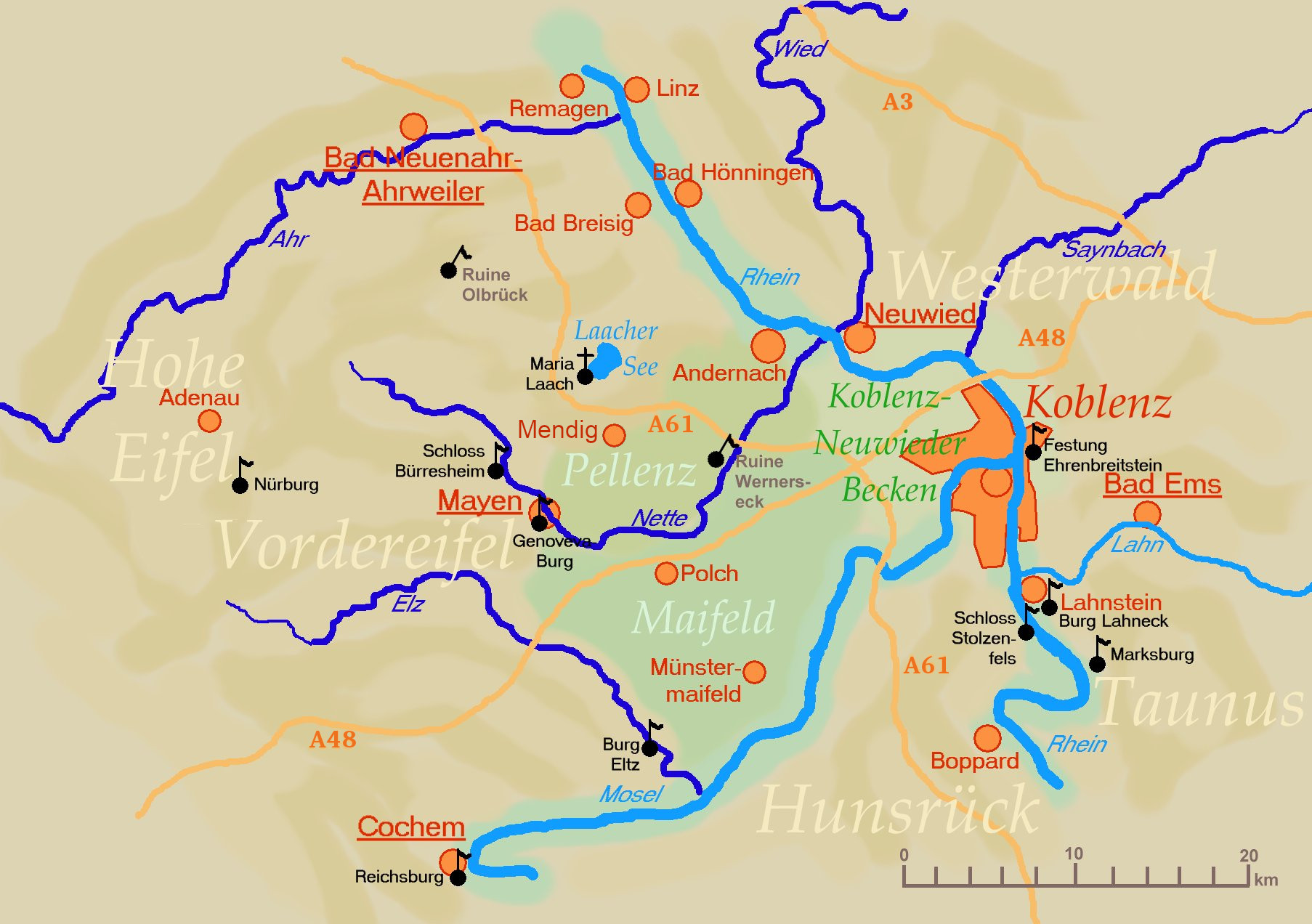
Карта міста